# Gulume Tollesa

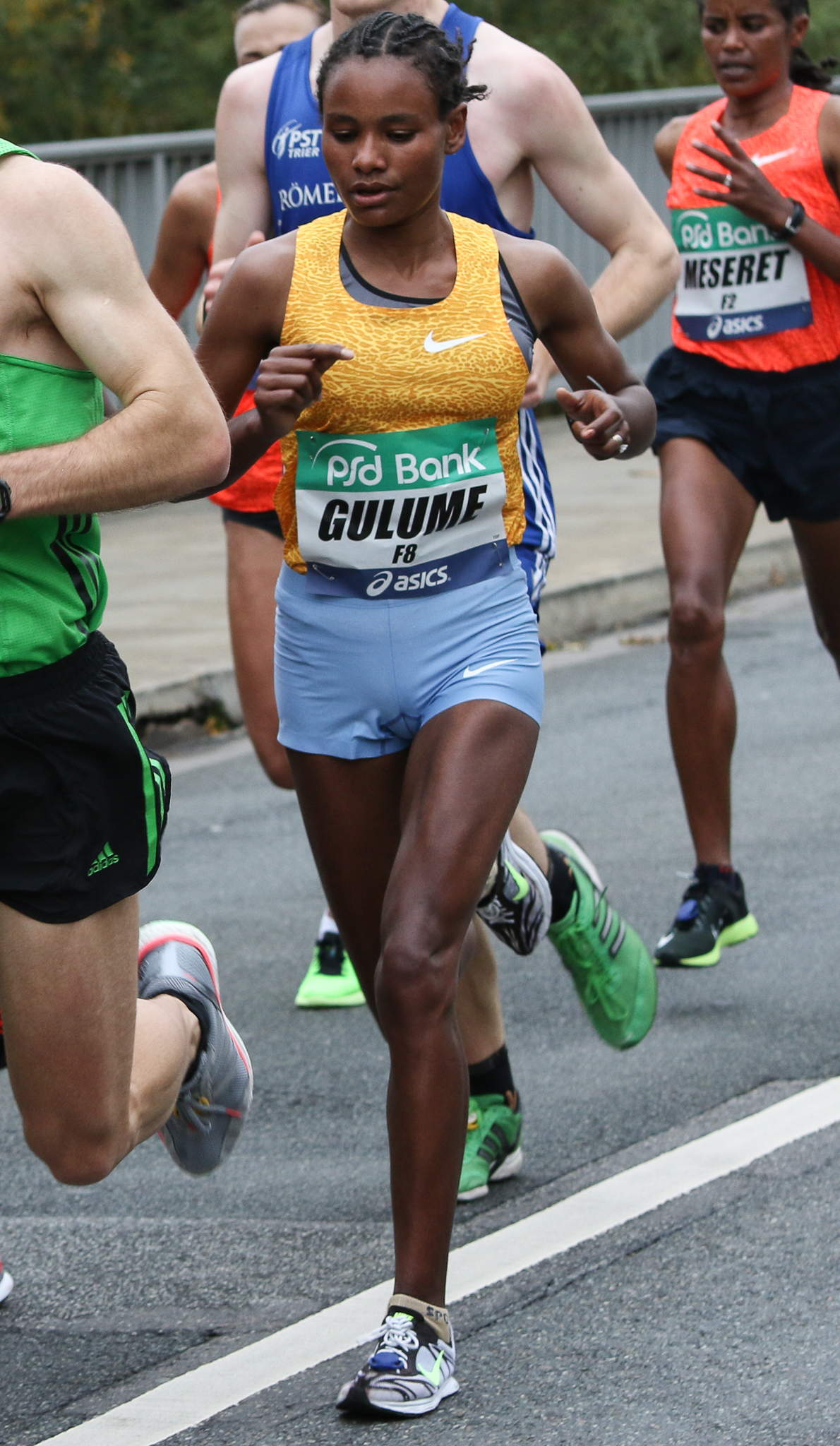
Gulume Tollesa 2015, beim Frankfurt-Marathon

Gulume Tollesa (* 11. September 1992) ist eine äthiopische Langstreckenläuferin.
Am 15. Januar 2012 lief sie ihren ersten Marathon in Mumbai, für den sie 2:40:55 h benötigte und auf Platz 14 kam. Die 25 km von Berlin im Mai beendete sie auf Platz 5 nach 1:27:05 h. Zu einem Podestplatz reichte es erstmals beim Porto-Marathon im Oktober, als sie nach 2:40:15 h das Ziel erreichte was Platz 3 bedeutete.
Beim Marrakesch-Marathon 2013 sicherte sie sich ihren ersten Sieg, als sie nach 2:36:05 h durchs Ziel lief. Im Dezember verbesserte sie ihre persönliche Bestzeit auf 2:36:04 h beim Marathon in Danzhou.
2015 gewann sie den Frankfurt-Marathon mit 2:23:12 h, was ebenfalls eine erneute Verbesserung der persönlichen Bestzeit bedeutete.

## Persönliche Bestzeiten
- Halbmarathon: 1:09:28 h, 20. April 2014, Yangzhou
- Marathon: 2:23:12h, 25. Oktober 2015, Frankfurt am Main